# Namua
Namua (Namu’a) ist eine unbewohnte Insel der Aleipata-Inseln im Osten von Samoa. Sie gehört administrativ zum Distrikt Atua.

## Geographie
Namua ist die zentralste der vier Inseln der Aleipata-Gruppe. Sie hat eine Fläche von ca. 20 ha und ist wie ihre Nachbarinseln vulkanischen Ursprungs und besteht aus einem Tuff-Ring, der sich halbmondförmig aus dem Meer erhebt.
Auf der zeitweise bewohnten Insel gibt es ein kleines Resort für Touristen, die auf Namua und den anderen Inseln schnorcheln und wandern können.

## Natur
Sie ist ein wichtiges Schutzgebiet für brütende Meeresvögel. Durch ihre geschützte Lage konnten hier viele Vogelarten dauerhaft überleben, so etwa Samoamonarchen (Myiagra albiventris), Zahntauben (Didunculus strigirostris) und Erdtauben (Gallicolumba stairii). 
Außerdem sind in den Gewässern rund um die Inseln Seeschildkröten, Delfine, Rochen und Riffhaie heimisch.

## Klima
Das Klima ist tropisch heiß, wird jedoch von ständig wehenden Winden gemäßigt. Ebenso wie die anderen Inseln von Samoa wird Namua gelegentlich von Zyklonen heimgesucht.